# Línea 168 (Buenos Aires)
La Línea 168 es una línea de colectivos del Área Metropolitana de Buenos Aires. Une el barrío de La Boca con Puente Saavedra y San Isidro.
La línea 168 es operada por la empresa Expreso San Isidro S.A.T.C.I.F.I., La cual opera servicios asociados desde La Boca hacia San Isidro, Once y Constitución.

## Recorrido
Esta línea cuenta con cuatro ramales actualmente

### Ramal A - La Boca - San Isidro (x Córdoba)
Ida a San Isidro: Desde Necochea y Brandsen por Necochea, Arzobispo Espinosa, Av Almirante Brown, Av Martín García, Av Montes de Oca, Bernardo de Irigoyen, Av Juan de Garay, Lima este, Av Brasil, Lima oeste, Constitución, Presidente Luis Sáenz Peña, Moreno, Saavedra, Paso, Tte Gral Juan Domingo Perón, Tomás Manuel De Anchorena, Sarmiento, Gascón, Av Córdoba, Av Federico Lacroze, Capitán Gral Ramón Freire, Av Elcano, Virrey Del Pino, ingreso al carril del Metrobús Norte – Cabildo, cruce Av Gral Paz, carril del Metrobús Norte – Maipú, salida del carril del Metrobús Norte – Maipú a la altura de Av Gral José de San Martín, Av Gral José de San Martín, Av Del Libertador Gral San Martín, Primera Junta hasta Av Bartolomé Tiscornia.
Vuelta a La Boca: Desde Av Bartolomé Tiscornia y Primera Junta por Primera Junta, Av Centenario, Roque Sáenz Peña, Av Del Libertador, Presidente Hipólito Yrigoyen, ingreso al carril del Metrobús Norte – Maipú, carril del Metrobús Norte – Maipú, cruce Av Gral Paz, carril del Metrobús Norte – Avenida Cabildo, salida del carril del Metrobús Norte – Cabildo a la altura de José Hernández, José Hernández, Av Elcano, Av De Los Incas, Zapiola, Av Federico Lacroze, Gral Enrique Martínez, Teodoro García, Av Álvarez Thomas, Cnel Niceto Vega, Av Raúl Scalabrini Ortiz, José Antonio Cabrera, Pringles, Av Corrientes, Av Pueyrredón, Av Jujuy, Adolfo Alsina, Solís, Pavón, San José,Avenida Juan de Garay ,Lima Oeste,Av Brasil, Gral Hornos, Av Caseros, Tacuarí, Av Martín García, Av Almirante Brown, 20 De Septiembre, Ministro Brin hasta el n° 1045.

### Ramal C - La Boca - Puente Saavedra (x Córdoba)
Ida a Puente Saavedra: Desde Necochea y Brandsen por Necochea, Arzobispo Espinosa, Av Almirante Brown, Av Martín García, Av Montes de Oca, Bernardo de Irigoyen, Av Juan de Garay, Lima este, Av Brasil, Lima oeste, Constitución, Presidente Luis Sáenz Peña, Moreno, Saavedra, Paso, Tte Gral Juan Domingo Perón, Tomás Manuel De Anchorena, Sarmiento, Gascón, Av Córdoba, Av Federico Lacroze, Capitán Gral Ramón Freire, Avenida Elcano, Virrey Del Pino, ingreso al carril del Metrobús Norte – Avenida Cabildo, salida del carril del Metrobús Norte – Cabildo a la altura de Pico, carril general del Metrobús Norte – Avenida Cabildo, cruce Av Gral Paz, carril general del Metrobús Norte – Maipú hasta el n.º 75 donde ingresa a la Estación de Transferencia de Transporte Público de Vicente López.
Vuelta a La Boca: Desde la Estación de Transferencia de Transporte Público por carril Metrobús Norte – Maipú, cruce Av Gral Paz, carril Metrobús Norte – Avenida Maipú, salida del carril del Metrobús Norte – Avenida Cabildo a la altura de José Hernández, José Hernández, Av Elcano, Av De Los Incas, Zapiola, Av Federico Lacroze, Gral Enrique Martínez, Teodoro García, Av Álvarez Thomas, Cnel Niceto Vega, Av Raúl Scalabrini Ortiz, José Antonio Cabrera, Pringles, Avenida Corrientes, Avenida Pueyrredón, Avenida Jujuy, Adolfo Alsina, Solís, Pavón, San José, Av Brasil, Gral Hornos, Av Caseros, Tacuarí, Av Martín García, Av Almirante Brown, 20 De Septiembre, Ministro Brin hasta el n.º 1045.

### Ramal D - La Boca - Puente Saavedra (x Colegiales)
Ida a Puente Saavedra: Desde Necochea y Brandsen por Necochea, Arzobispo Espinosa, Av Almirante Brown, Av Martín García, Av Montes de Oca, Bernardo de Irigoyen, Av Juan de Garay, Lima este, Av Brasil, Lima oeste, Constitución, Presidente Luis Sáenz Peña, Moreno, Saavedra, Paso, Tte Gral Juan Domingo Perón, Tomás Manuel De Anchorena, Sarmiento, Gascón, Av Córdoba, Concepción Arenal, Conesa, Av Federico Lacroze, Capitán Gral Ramón Freire, Av Elcano, Virrey Del Pino, ingreso al carril del Metrobús Norte –, carril del Metrobús Norte – Cabildo, salida del carril del Metrobús Norte – Cabildo a la altura de Pico, Av Cabildo, cruce Av Gral Paz, carril general del Metrobús Norte – Maipú hasta el n.º 75 donde ingresa a la Estación de Transferencia de Transporte Público de Vicente López.
Vuelta a La Boca: Desde la Estación de Transferencia de Transporte Público por carril carril Metrobús Norte – Maipú, cruce Av Gral Paz, salida del carril del Metrobús Norte – Avenida Cabildo a la altura de José Hernández, José Hernández, Av Elcano, Av De Los Incas, Zapiola,Tte Benjamín Matienzo, Conde, Santos Dumont,  Av Álvarez Thomas, Cnel Niceto Vega, Av Raúl Scalabrini Ortiz, José Antonio Cabrera, Pringles, Av Corrientes, Avenida Pueyrredón, Av Jujuy, Adolfo Alsina, Solís, Pavón, San José, Av Brasil, Gral Hornos, Av Caseros, Tacuarí, Av Martín García, Av Almirante Brown, 20 De Septiembre, Ministro Brin hasta el n.º 1045.

### Ramal E - La Boca - Córdoba y Darwin
Ida a Córdoba y Darwin: Desde Necochea y Brandsen por Necochea, Arzobispo Espinosa, Av Almirante Brown, Av Martín García, Av Montes de Oca, Bernardo de Irigoyen, Av Juan de Garay, Lima este, Av Brasil, Lima oeste, Constitución, Presidente Luis Sáenz Peña, Moreno, Saavedra, Paso, Tte Gral Juan Domingo Perón, Tomás Manuel De Anchorena, Sarmiento, Gascón, Av Córdoba hasta Darwin.
Vuelta a La Boca: Desde Cnel Niceto Vega y Darwin por Darwin, Cnel Niceto Vega, Av Raúl Scalabrini Ortiz, José Antonio Cabrera, Pringles, Av Corrientes, Av Pueyrredón, Av Jujuy, Adolfo Alsina, Solís, Pavón, San José, Av Brasil, Gral Hornos, Av Caseros, Tacuarí, Av Martín García, Av Almirante Brown, 20 de Septiembre, Ministro Brin hasta el n° 1045.

#### Fraccionado a Once
Ocasionalmente circula un servicio fraccionado desde La Boca a Plaza Once, realiza el recorrido habitual hasta Plaza Once.

### Ramal B - La Boca - San Isidro (x Colegiales)
Ida a San Isidro: Desde Necochea y Brandsen por Necochea, Arzobispo Espinosa, Av Almirante Brown, Av Martín García, Av Montes de Oca, Bernardo de Irigoyen, Av Juan de Garay, Lima este, Av Brasil, Lima oeste, Constitución, Presidente Luis Sáenz Peña, Moreno, Saavedra, Paso, Tte Gral Juan Domingo Perón, Tomás Manuel De Anchorena, Sarmiento, Gascón, Av Córdoba, Concepción Arenal, Conesa, Av Federico Lacroze, Capitán Gral Ramón Freire, Av Elcano, Virrey Del Pino, ingreso al carril del Metrobús Norte – Cabildo, cruce Av Gral Paz, carril del Metrobús Norte – Maipú, salida del carril del Metrobús Norte – Maipú a la altura de Av Gral José de San Martín, Av Gral José de San Martín, Av Del Libertador Gral San Martín, Primera Junta hasta Av Bartolomé Tiscornia.
Vuelta a La Boca: Desde Av Bartolomé Tiscornia y Primera Junta por Primera Junta, Av Centenario, Roque Sáenz Peña, Av Del Libertador Gral San Martín, Presidente Hipólito Yrigoyen, ingreso al carril del Metrobús Norte – Maipú, carril del Metrobús Norte – Maipú, cruce Av Gral Paz, carril del Metrobús Norte – Cabildo, salida del carril del Metrobús Norte – Cabildo a la altura de José Hernández, José Hernández, Av Elcano, Av De Los Incas, Zapiola, Tte Benjamín Matienzo, Conde, Santos Dumont, Av Álvarez Thomas, Cnel Niceto Vega, Av Raúl Scalabrini Ortiz, José Antonio Cabrera, Pringles, Av Corrientes, Av Pueyrredón, Av Jujuy, Adolfo Alsina, Solís, Pavón, San José,Av.Juan de Garay,Lima Oeste, Av Brasil, Gral Hornos, Av Caseros, Tacuarí, Av Martín García, Av Almirante Brown, 20 De Septiembre, Ministro Brin hasta el n° 1045.